# Azorella patagonica
Azorella patagonica är en flockblommig växtart som beskrevs av Carlos Luis Spegazzini. Azorella patagonica ingår i släktet Azorella och familjen flockblommiga växter. Inga underarter finns listade i Catalogue of Life.